# Горсбург (острів)
Острів Горсбург (малайською Pulo Luar or Pulu Luar) — одни із Кокосових (Кілінгових) островів. Його площа становить 1,04 квадратного кілометра (0,40 квадратної милі). У внутрішній частині острова на північному сході знаходиться невелика лагуна.

## Історія
Сім'я Клюні-Росс тримала на острові оленів для полювання. У 1941 році, під час Другої світової війни, на південній частині острова були встановлені гарматні точки, укомплектовані цейлонськими військами. На цьому острові почалося повстання на Кокосових островах. Артилеристи Цейлонського гарнізону на острові Горсбург підняли повстання в ніч з 8 на 9 травня 1942 року, маючи намір передати острови японцям. Уцілілі шестидюймові гармати часів Другої світової війни занесені до Списку спадщини Австралійської Співдружності . 
Цей острів названо на честь Джеймса Горсбурга, гідрографа Ост-Індської компанії та автора «Вказівок для плавання до Ост-Індії, Китаю, Нової Голландії, мису Доброї Надії та суміжних портів і з них» під довгою назвою, складеної переважно з оригінальних журналів та спостереження, зроблені протягом 21-річного досвіду навігації цими морями». Довідник Горсбурга був стандартною роботою для східної навігації в першій половині 19-го століття, аж до дослідження архіпелагів центральної частини Індійського океану Робертом Морсбі, коли вперше в історії були опубліковані точні карти атолів, таких як Кілінг або Кокос.

## Інші посилання
- http://www.awm.gov.au/journal/j34/cocosmutiny.htm